# 托爾尼峰
托爾尼峰（英語：Torgny Peak）是南極洲的山峰，位於毛德皇后地的阿斯特里德公主海岸，處於芬里斯謝夫滕山以西3.7公里，屬於德里加爾斯基山脈的一部分，現時由南極條約體系管理。